# اوورکرک
اوورکرک (به هلندی: Ouwerkerk) یک منطقهٔ مسکونی در هلند است که در اسخائن-دایفه‌لاند واقع شده‌است. اوورکرک ۶۶۳ نفر جمعیت دارد.